# اچ‌ام‌اس ریپون (۱۸۱۲)
اچ‌ام‌اس ریپون (۱۸۱۲) (به انگلیسی: HMS Rippon (1812)) یک کشتی بود که طول آن ۱۷۶ فوت (۵۴ متر) بود. این کشتی در سال ۱۸۱۲ ساخته شد.